# Congregação para a Evangelização dos Povos
Congregação para a Evangelização dos Povos (em latim: Congregatio pro Gentium Evangelizatione), também conhecida pelo seu antigo título, Sagrada Congregação para a Propagação da Fé (em latim: Sacra Congregatio de Propaganda Fide), ou simplesmente Propaganda Fide, foi um dicastério da Cúria Romana, ocupava-se das questões referentes à propagação da fé católica no mundo inteiro. Esteve sediada no Palazzo di Propaganda Fide, na Piazza di Spagna, em Roma.

## Caracterização
Com a Bula Inscrutabili Divinae, do dia 22 de junho de 1622, o Papa Gregório XV criava a Congregação, com o nome de: Propaganda Fide. Esta congregação tem uma tarefa especificamente missionária; de dar as diretrizes, promover a formação de missionários, dar impulso e prover o sustento daqueles que estão em terra de missão, através das Pontifícias Obras Missionárias. A Congregação está atualmente constituída de 55 membros: 39 cardeais, 4 arcebispos, 4 bispos, 4 diretores nacionais de Pontifícias Obras Missionárias e 4 superiores gerais. Hoje, a Propaganda Fide é conhecida como a Sagrada Congregação para a Evangelização dos Povos. 
Em 19 de março de 2022, com a promulgação da Constituição apostólica Prædicate Evangelium do Papa Francisco, em seus artigos 53 e 54, foi integrada com o Pontifício Conselho para a Promoção da Nova Evangelização, formando o novo Dicastério para a Evangelização, sob a liderança imediata do Sumo Pontífice.

## Prefeitos
|           | Nome                                               | Período   | Notas                                                   |
| Prefeitos | Prefeitos                                          | Prefeitos | Prefeitos                                               |
| --------- | -------------------------------------------------- | --------- | ------------------------------------------------------- |
| 38.º      | Luis Antonio Cardeal Tagle                         | 2019–2022 | Nomeado pró-prefeito do Dicastério para a Evangelização |
| 37.º      | Fernando Cardeal Filoni                            | 2011–2019 |                                                         |
| 36.º      | Ivan Cardeal Dias                                  | 2006–2011 |                                                         |
| 35.º      | Crescenzio Cardeal Sepe                            | 2001–2006 |                                                         |
| 34.º      | Jozef Cardeal Tomko                                | 1985–2001 |                                                         |
| 33.º      | Dermot Ryan                                        | 1984–1985 |                                                         |
| 32.º      | Agnelo Cardeal Rossi                               | 1970–1984 | Brasileiro                                              |
| 31.º      | Grégorie-Pierre XV Cardeal Agagianian              | 1958–1970 |                                                         |
| 30.º      | Samuel Alphonsus Cardeal Stritch                   | 1958      |                                                         |
| 29.º      | Pietro Fumasoni Cardeal Biondi                     | 1933–1960 |                                                         |
| 28.º      | Willem Marinus Cardeal van Rossum, C.Ss.R.         | 1918–1932 |                                                         |
| 27.º      | Domenico Cardeal Serafini, O.S.B.                  | 1916–1918 |                                                         |
| 26.º      | Girolamo Maria Cardeal Gotti, O.C.D.               | 1902–1916 |                                                         |
| 25.º      | Mieczyslaw Halka Cardeal Ledóchowski               | 1896–1902 |                                                         |
| 24.º      | Giovanni Cardeal Simeoni                           | 1878–1885 |                                                         |
| 23.º      | Alessandro Cardeal Franchi                         | 1874–1878 |                                                         |
| 22.º      | Alessandro Cardeal Barnabò                         | 1856–1868 |                                                         |
| 21.º      | Giacomo Filippo Cardeal Fransoni                   | 1834–1856 |                                                         |
| 20.º      | Carlo Maria Cardeal Pedicini                       | 1831–1837 |                                                         |
| 19.º      | Bartolomeo Alberto Cardeal Cappellari, O.S.B. Cam. | 1826–1831 | Papa Gregório XVI                                       |
| 18.º      | Ercole Cardeal Consalvi                            | 1824      |                                                         |
| 17.º      | Giulio Maria Cardeal della Somaglia                | 1824–1826 |                                                         |
| 16.º      | Francesco Cardeal Fontana                          | 1818–1822 |                                                         |
| 15.º      | Lorenzo Cardeal Litta                              | 1814–1818 |                                                         |
| 14.º      | Michele Cardeal Di Pietro                          | 1805–1808 |                                                         |
| 13.º      | Stefano Cardeal Borgia                             | 1798–1804 |                                                         |
| 12.º      | Hyacinthe-Sigismond Cardeal Gerdil, B.             | 1795–1798 |                                                         |
| 11.º      | Leonardo Cardeal Antonelli                         | 1780–1784 |                                                         |
| 10.º      | Giuseppe Maria Cardeal Castelli                    | 1763–1780 |                                                         |
| 9.º       | Giuseppe Cardeal Spinelli                          | 1756–1763 |                                                         |
| 8.º       | Silvio Valenti Cardeal Gonzaga                     | 1747–1756 |                                                         |
| 7.º       | Vicente Cardeal Petra                              | 1727–1733 |                                                         |
| 6.º       | Giuseppe Cardeal Sacripante                        | 1704–1727 |                                                         |
| 5.º       | Carlo Cardeal Barberini                            | 1698–1704 |                                                         |
| 4.º       | Paluzzo Cardeal degli Albertoni                    | 1671–1698 |                                                         |
| 3.º       | Luigi Cardeal Capponi                              | 1645–1659 |                                                         |
| 2.º       | Antonio Cardeal Barberini                          | 1632–1645 |                                                         |
| 1.º       | Ludovico Cardeal Ludovisi                          | 1622–1632 |                                                         |